# Simjat Torá

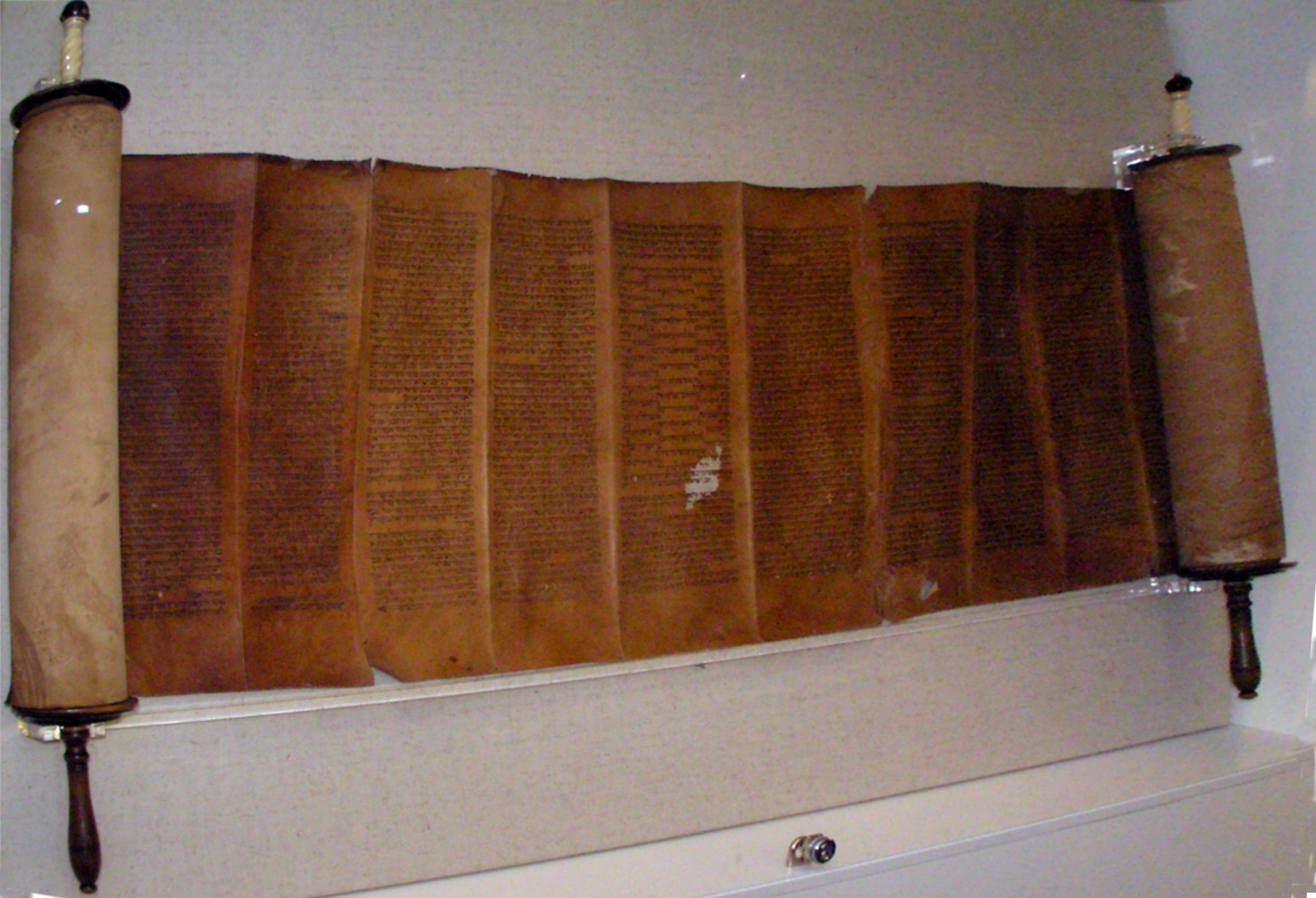
Torá de 1830, exhibida en el Museo "Jüdisches Museum Westfalen" de Dorsten, Alemania.

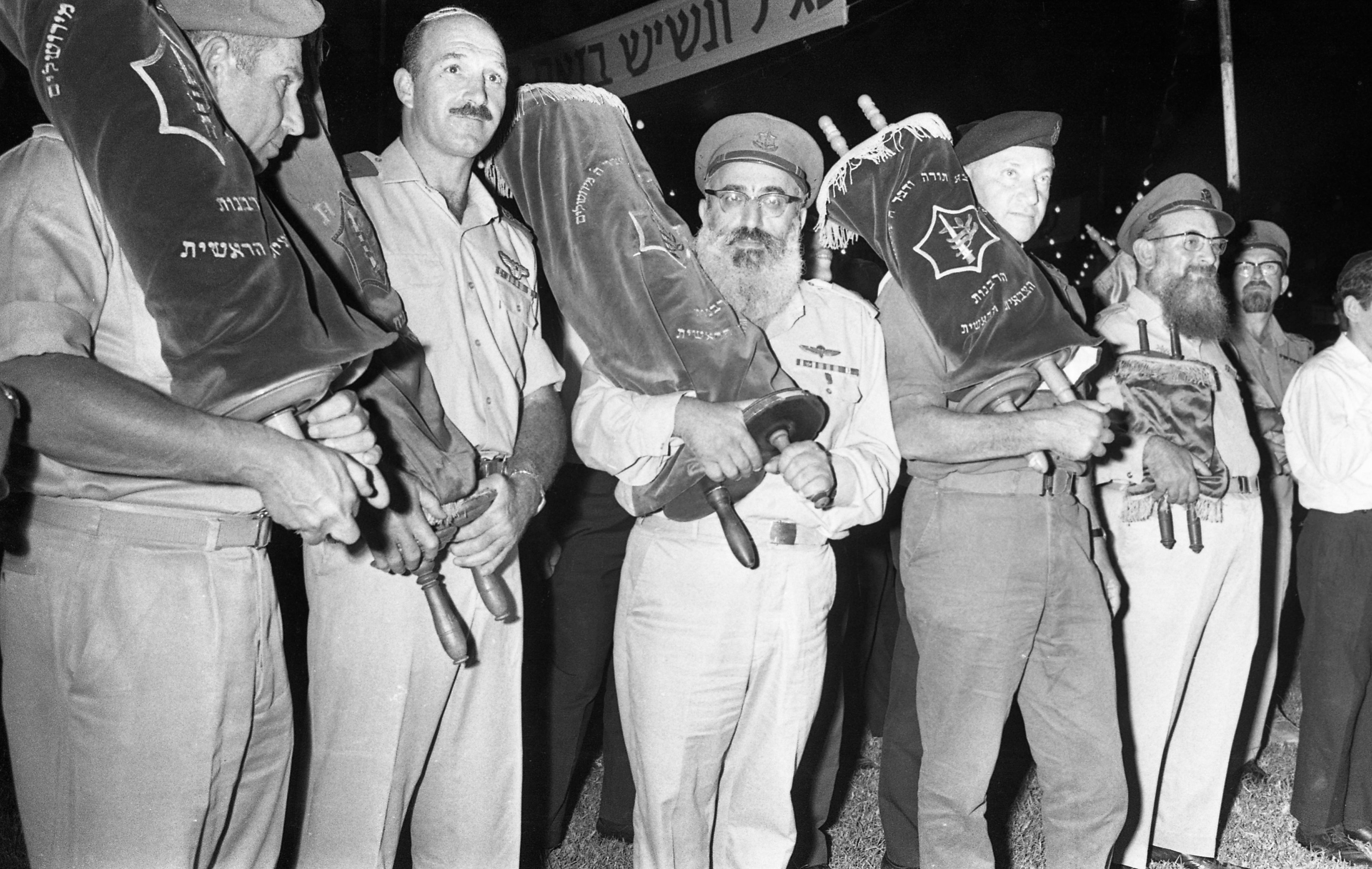
Celebración de Simjat Torá en el ejército de Israel 1969

Simjat Torá (en hebreo: שמחת תורה‎) es una festividad judía que se celebra al concluir la festividad de Sucot. Es el día en que se termina de leer en las sinagogas la última parte del Pentateuco en un rollo de la Torá, y se recomienza a leer la primera parte, conocida también como Bereshit. Todas las semanas se lee una porción de la Torá designada por los sabios del judaísmo y se completa la lectura en Simjat Torá. La porción se llama en hebreo Parashá, y es una división de las historias de la Biblia. 
El significado de Simjat Torá es "regocijándose con la Torá", 'La alegría de la Ley', y se celebró por primera vez en tiempos talmúdicos, cuando existía todavía la costumbre babilónica de completar en un año la lectura de la Torá. La fiesta de Simjat Torá se celebra con mucha alegría, con cantos y bailes.